# Black Swan Songs
Albums de Epik High
Swan Songs
(2005) Remapping the Human Soul
(2007)
Black Swan Songs est un album remix sorti en 2006 par Epik High. Il est la première réédition du groupe.

## Liste des pistes
Disque 1
Disque 2
| No | Titre                                                            | Durée |
| -- | ---------------------------------------------------------------- | ----- |
| 1. | 사진첩 (Photo Album)                                             | 3:42  |
| 2. | Paris (정재일's Black Swan Remix) (featuring Jisun de Loveholic) | 4:17  |
| 3. | Lesson 3 (Street T's Street Cred Remix) (featuring MC Meta)      | 4:42  |
| 4. | Swan Songs (Pe2ny's Sweet Music Remix) (featuring TBNY)          | 4:36  |
| 5. | Lesson 1 (Supreme T's Ghetto Child Remix)                        | 2:46  |
| 6. | Follow The Flow (Street's Diamond Remix) (featuring Tiger JK)    | 3:43  |
| 7. | Lesson 2 (Instrumental)                                          | 4:35  |
| 8. | Fly (Instrumental)                                               | 3:21  |
| 9. | Innisfree Remix (piste cachée)                                   | 5:59  |